# Narvauare
Narvauare är en sjö i Jokkmokks kommun i Lappland och ingår i Luleälvens huvudavrinningsområde. Sjön har en area på 0,127 kvadratkilometer och ligger 382,1 meter över havet.

## Delavrinningsområde
Narvauare ingår i det delavrinningsområde (740042-170985) som SMHI kallar för Utloppet av Narvauare. Medelhöjden är 406 meter över havet och ytan är 2,93 kvadratkilometer. Det finns inga avrinningsområden uppströms utan avrinningsområdet är högsta punkten. Vattendraget som avvattnar avrinningsområdet har biflödesordning 3, vilket innebär att vattnet flödar genom totalt 3 vattendrag innan det når havet efter 161 kilometer. Avrinningsområdet består mestadels av skog (96 procent). Avrinningsområdet har 0,13 kvadratkilometer vattenytor vilket ger det en sjöprocent på 4,3 procent.